# 乳色走鸻
（学名：Cursorius cursor）是燕鸻科走鸻属的一种涉禽，主要分布于北非与中东的半干旱地区，以无脊椎动物与种子为食。该鸟上半身呈米色，眼后有一道黑色斑纹，羽冠为蓝灰色。该鸟在地面挖坑筑巢，每窝下两枚蛋，双方亲鸟均会参与孵蛋。目前，乳色走鸻的种群状况虽不甚明确，但在部分地区有明显的扩张态势。

## 物种命名
乳色走鸻于1787年由英国鸟类学家约翰·莱瑟姆根据于英国肯特郡多佛尔区射杀的一只迷鸟命名。该种为走鸻属的模式种，属名与种加词均来自于拉丁语中的“cursor”一词，意为奔跑。

## 外貌描述

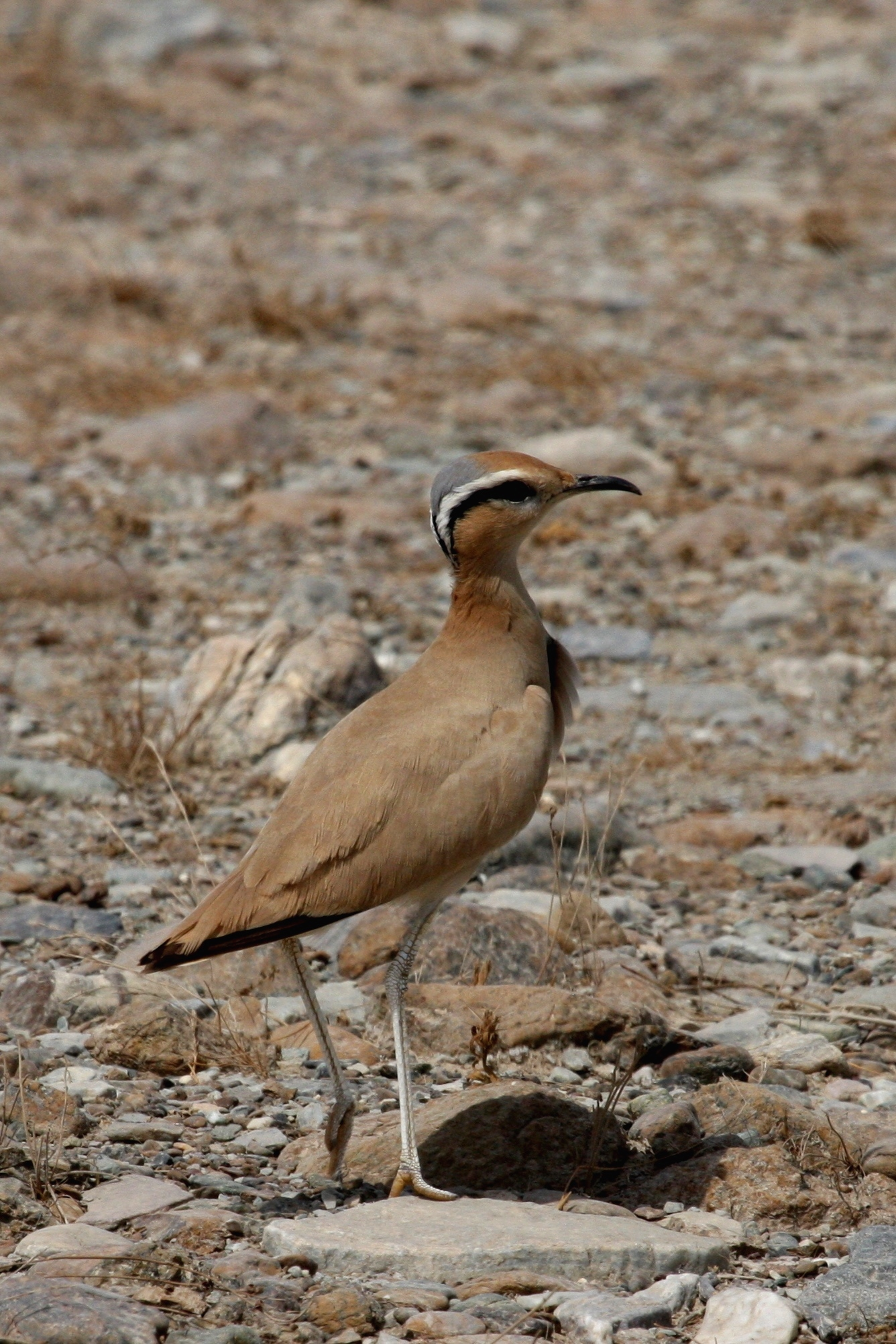
阿联酋的一只乳色走鸻，注意其蓝灰色的羽冠和眼后一黑一白两道斑纹

乳色走鸻体长19—24厘米，翼展51—57厘米。成鸟上半身为褐棕色或米色，眼后有一条极其明显的黑色斑纹延伸至后颈，上方还有一条白斑，羽冠为蓝灰色；其下半身则为淡米色，腹部为白色。初级飞羽与翅膀上的覆羽均为黑色。幼鸟体色斑驳，下半身为黑褐色。该鸟鸟喙为黑色，足部为黄白色。

## 物种分布
乳色走鸻主要分布于北非与中东，其中大部分北非种群会在冬季飞跃撒哈拉沙漠迁至苏丹、索马里、肯尼亚以及萨赫勒地区越冬。以色列、沙特阿拉伯等国也有一定规模的越冬种群。佛得角以及加那利群岛亦有该鸟分布。该鸟在欧洲多地为迷鸟，最北可抵斯堪的纳维亚。

## 亚种
乳色走鸻共有三个亚种：
- 指名亚种C. c. cursor分布于北非、阿拉伯半岛、索科特拉岛和加那利群岛；
- 博氏亚种C. c. bogolubovi在土耳其和伊朗繁殖，于巴基斯坦、阿富汗和印度越冬；
- C. c. exsul分布于佛得角。

## 生态与习性

### 栖息地

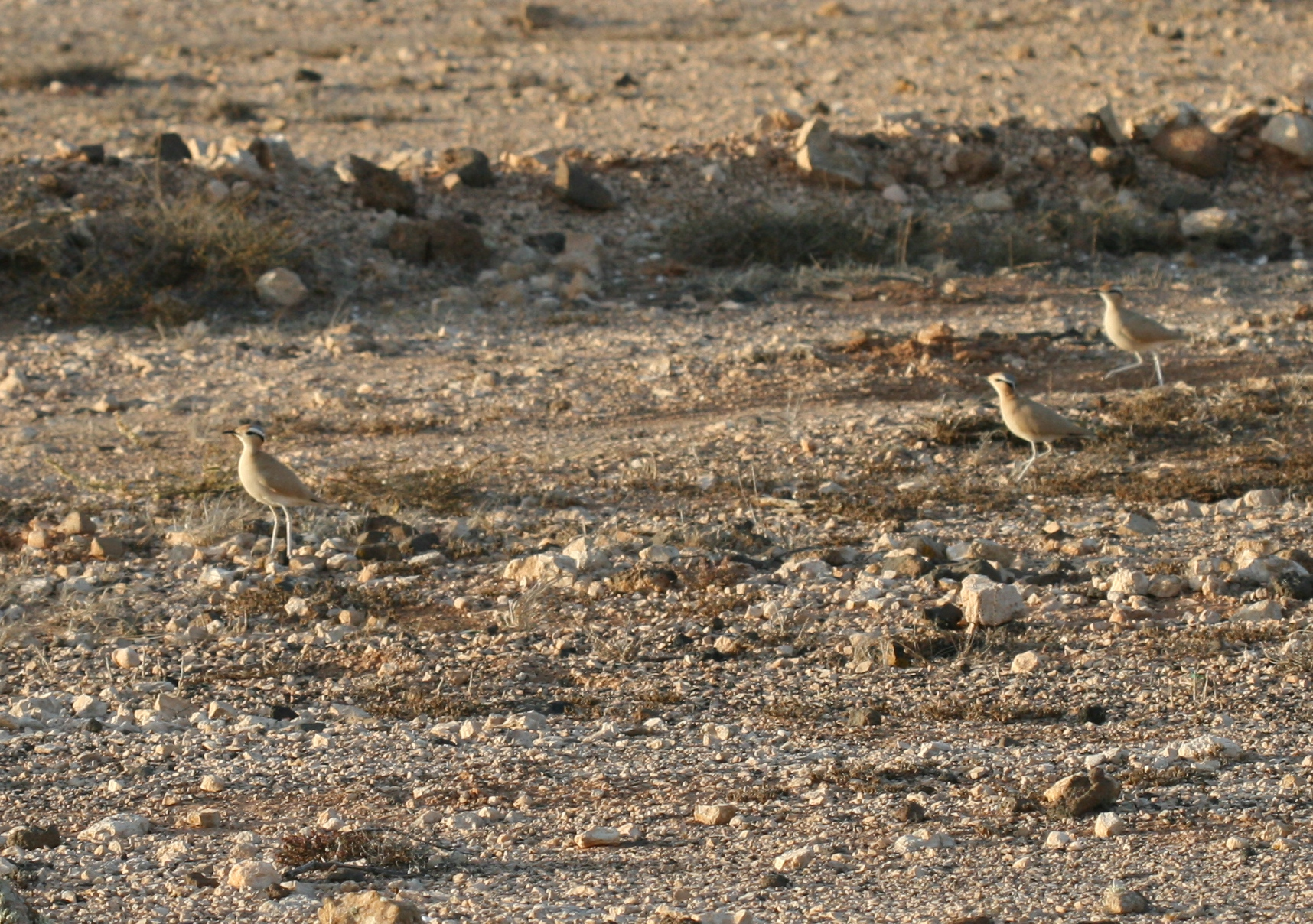
旱地上的数只乳色走鸻，摄于富埃特文图拉岛

乳色走鸻一般出没于炎热的半沙漠或石滩，尤其偏好植被稀疏且地势平坦的栖息地。

### 繁殖

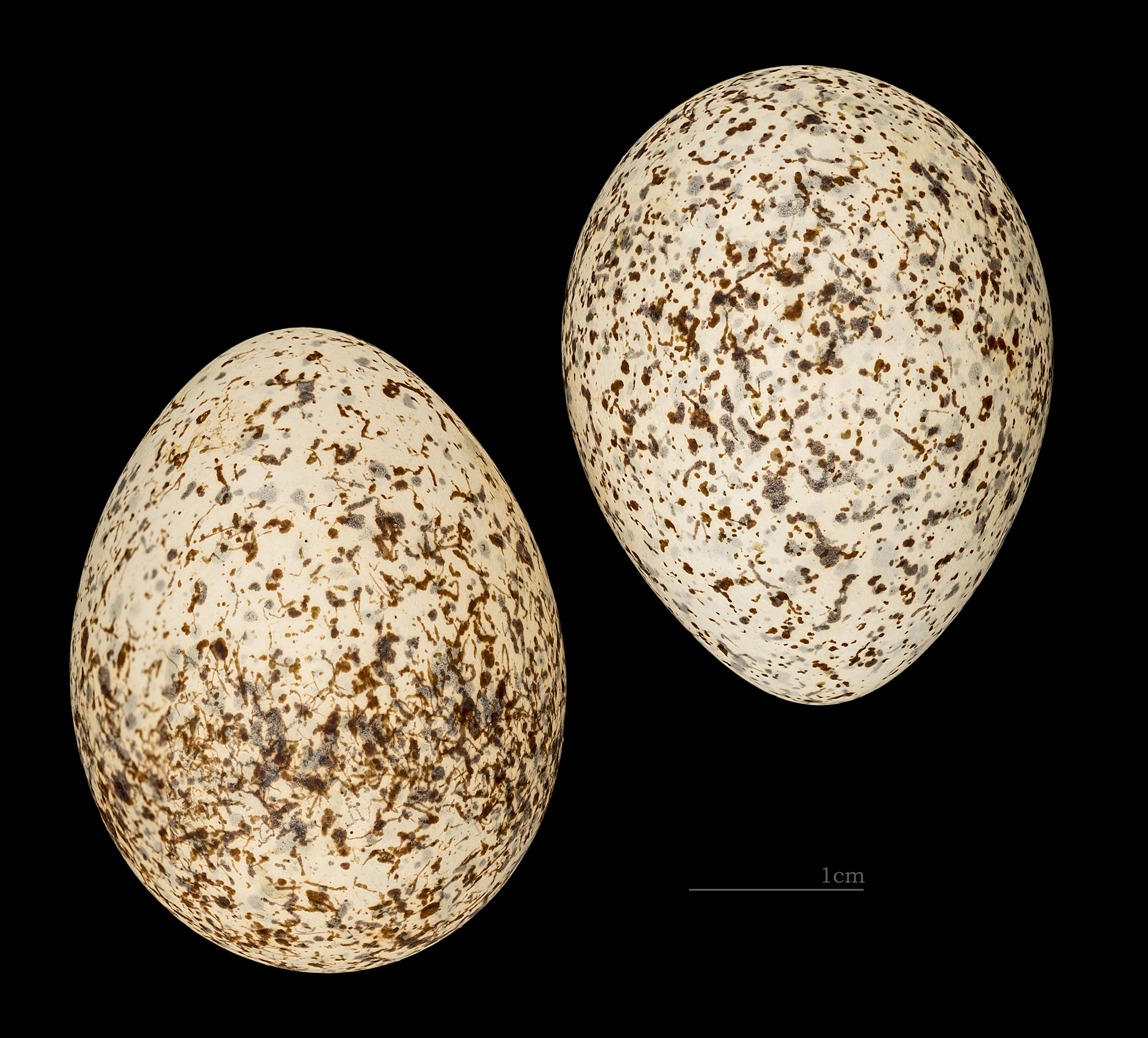
乳色走鸻的蛋，收藏于图卢兹博物馆

乳色走鸻的繁殖季随分布地域有一定差异：北非、以色列、伊朗的种群在2月下旬至6月繁殖，如当年雨水丰沛部分个体会在10—12月繁育第二窝雏鸟；阿拉伯半岛的种群在2—4月繁殖，约旦的种群为4—5月，加那利群岛的种群为2—5月，佛得角的种群则是9月至来年5月。乳色走鸻的鸟巢一般仅为空地上的一个浅土坑。该鸟每巢下蛋两枚，远小于通常下蛋4枚的其他鸻形目鸟类，这可能是为适应热带气候所致。褐颈渡鸦会捕食乳色走鸻的蛋与雏鸟。雏鸟一般会在第20天左右破壳而出。期间，雄鸟会在夜间以及清晨孵蛋，而雌鸟则在中午孵蛋，且常会出现两只亲鸟均不孵蛋的情况。雏鸟多在26—30日龄时离巢。

### 食性
乳色走鸻主要以各类昆虫、蜘蛛、鼠妇和种子为食，偶尔也会捕食蜥蜴和蜗牛。该鸟一般在地面捡食，但有时会用鸟喙掘土来搜寻猎物，或是直接在空中捕食蝗虫。其可能会刻意靠近人类聚落以捕食被牛粪吸引的昆虫，或是在路边寻找被车碾死的猎物。

### 鸣叫
乳色走鸻鲜少鸣叫。其最常见的叫声为尖锐的笛声，一般会重复多次，尤其是在飞行时。此外该鸟还会发出粗哑的“hark”或“prak”声，在觅食时可能会发出“wut-qui”声，而求偶时则有可能会发出尖锐的“quit quit whow”声。

## 种群保育
目前尚未有对乳色走鸻种群的充分评估，但IUCN基于其极其庞大的分布范围将其评为“无危”。该鸟由于得利于沙漠化，分布范围有扩张趋势：有学者在原先无繁殖记录的土耳其中安那托利亚图兹湖沿岸发现了乳色走鸻，而在原先仅有过境鸟或迷鸟记录的黎巴嫩、西班牙等地也开始有乳色走鸻繁殖。